# Chiesa di San Giovanni Evangelista (Parma, Vigolante)
La chiesa di San Giovanni Evangelista è un luogo di culto cattolico dalle forme romaniche e barocche, situato in strada Valera di Sopra 386 a Vigolante, frazione di Parma, in provincia e diocesi di Parma; è sede di una parrocchia compresa nella zona pastorale della città.

## Storia
Il luogo di culto originario fu costruito agli inizi del XIII secolo lungo uno dei rami della via Francigena, percorsa dai pellegrini diretti a Roma dal nord Europa; la più antica testimonianza della sua esistenza risale al 1230, quando la Capelle de Vigonamdolis fu citata nel Capitulum seu Rotulus Decimarum della diocesi di Parma tra le dipendenze della pieve di San Pancrazio.
Nel 1237 il vescovo di Parma Martino da Colorno assegnò l'edificio al Capitolo della Cattedrale di Parma.
Nel 1488, conservando solo il campanile romanico, la chiesa fu abbattuta e riedificata su finanziamento della famiglia Tagliaferri, che ne ottenne i diritti di patronato.
Agli inizi del XVIII secolo il tempio fu profondamente ristrutturato in stile barocco e nel 1710 fu elevato a prevostura; verso la metà del secolo fu ricostruita anche la facciata, in parte riutilizzando alcune pietre della chiesa romanica originaria.

## Descrizione

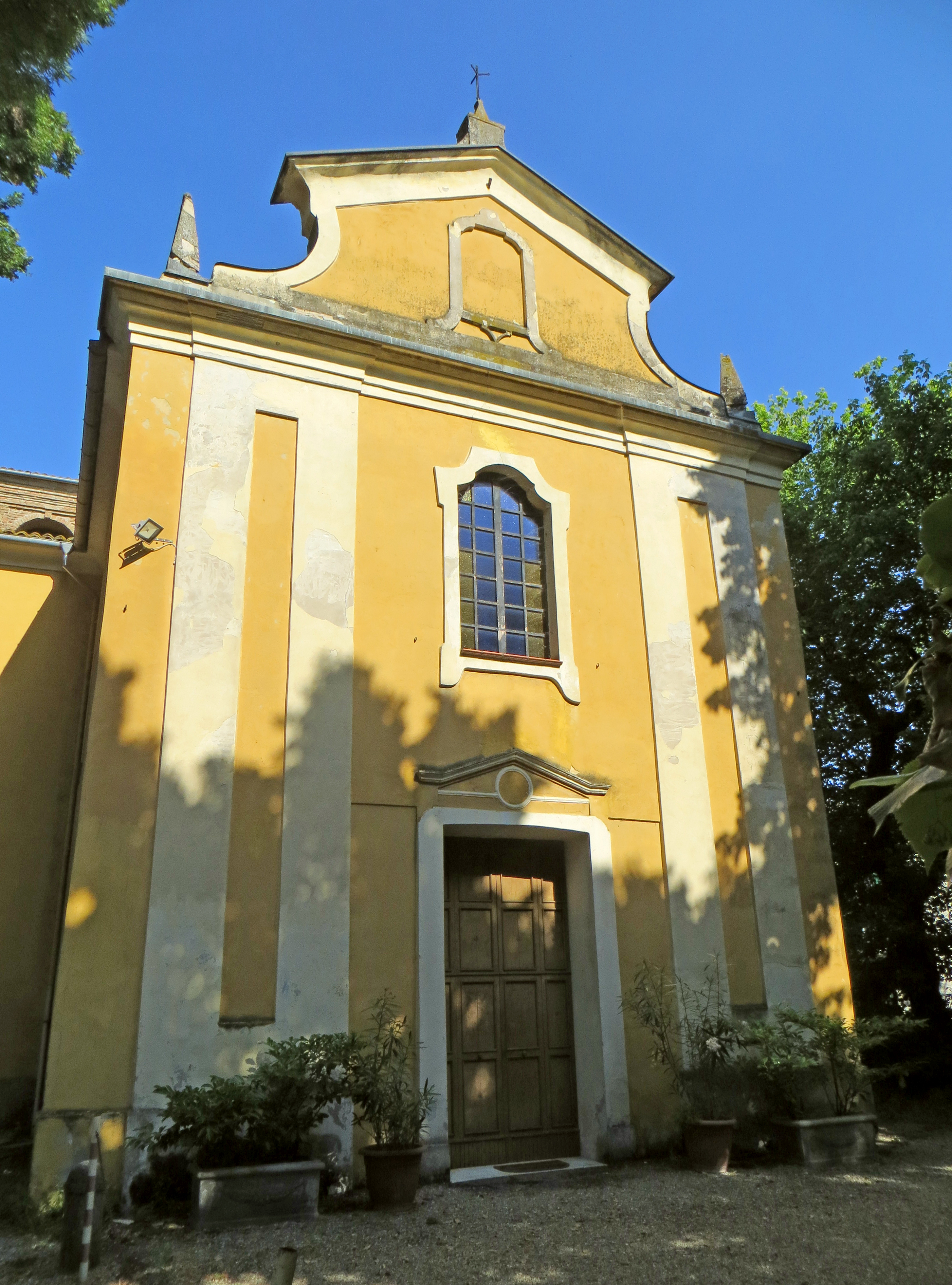
Facciata

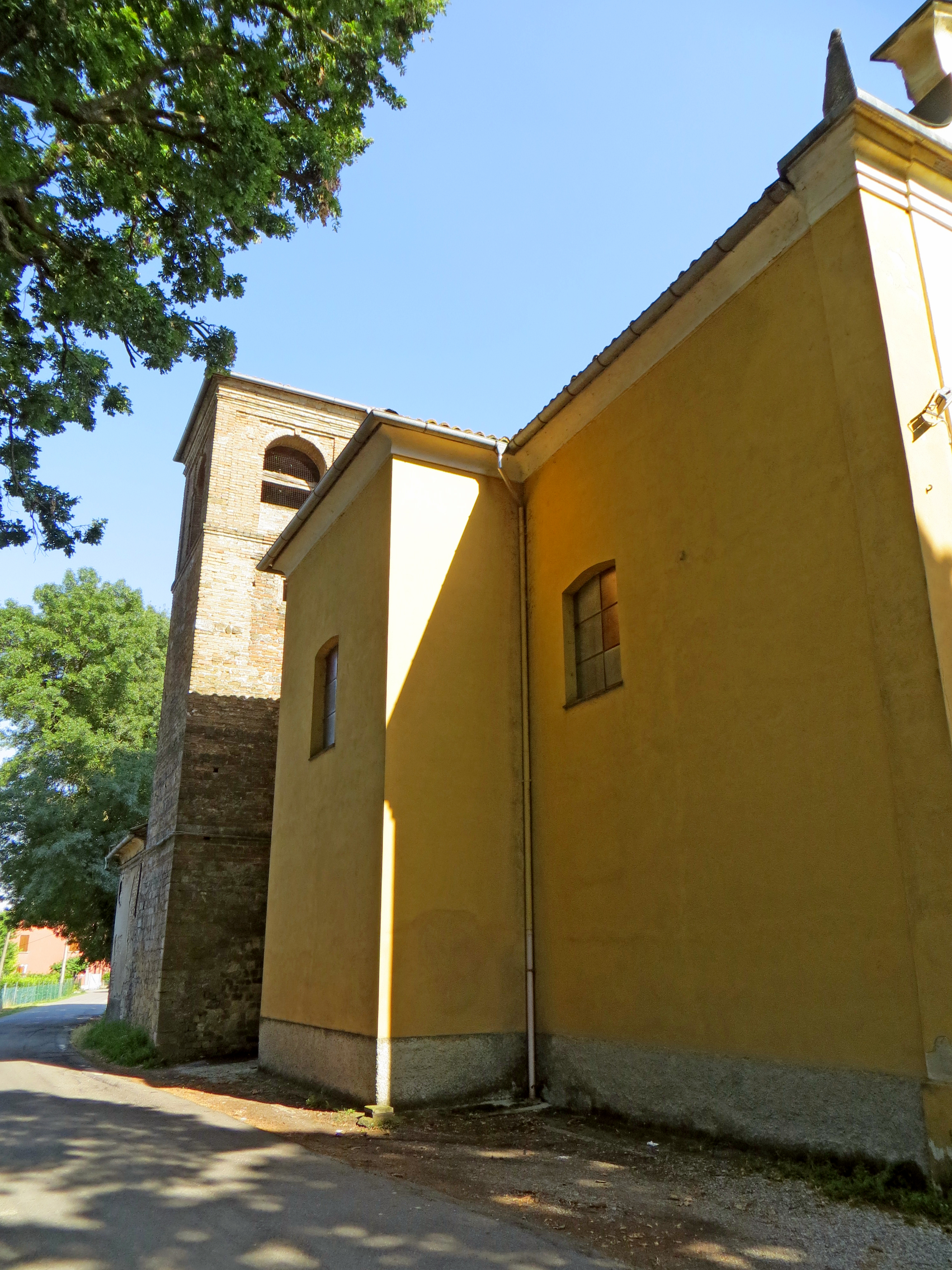
Lato nord e campanile

La chiesa si sviluppa su un impianto a navata unica affiancata da una cappella per lato, con ingresso a ovest e presbiterio absidato a est.
La simmetrica facciata, interamente intonacata, è affiancata da due ampie lesene binate; nel mezzo è collocato il portale d'ingresso, inquadrato da una cornice e sormontato da un piccolo frontone triangolare; più in alto si apre una finestra ad arco mistilineo, delimitata da una cornice mistilinea intonacata; in sommità, sopra al cornicione modanato, si staglia al centro un alto frontone triangolare, contenente una specchiatura ad arco mistilineo; ai lati si allungano due volute, che si concludono alle estremità in due piccoli pinnacoli piramidali.
Dai fianchi intonacati aggettano i volumi delle cappelle laterali; al termine del prospetto sinistro si erge il campanile, con basamento romanico in pietra alternata a strisce di mattoni; la struttura superiore settecentesca è rivestita in laterizio; la cella campanaria si affaccia sulle quattro fronti attraverso ampie monofore ad arco ribassato.
All'interno la navata, coperta da una volta a botte lunettata intonacata, è affiancata da una serie di lesene coronate da capitelli dorici a sostegno del cornicione perimetrale modanato.
Il presbiterio, lievemente sopraelevato, è preceduto da una balaustra marmorea e dall'arco trionfale a tutto sesto; al centro è collocato l'altare maggiore a mensa in muratura, aggiunto nel 1990; sul fondo dell'abside, chiusa superiormente dal catino a semicupola e illuminata da due finestre laterali, si staglia la pala rappresentante San Giovanni Evangelista scrivente, eseguita da Giovanni Riccò nel 1847 su commissione della duchessa Maria Luigia.
La chiesa conserva alcune opere di pregio, tra cui gli altari settecenteschi in stucco con ancone delle cappelle, una statua lignea seicentesca, raffigurante la Madonna Immacolata col Bambino, e una serie di dipinti rappresentanti dei santi, realizzati in chiaroscuro.